# Деривація (гідротехніка)
Деривація в гідротехніці — відведення води від русла річки в різних цілях каналом або системою водоводів.
У більш широкому розумінні під деривацією розуміють сукупність гідротехнічних споруд, що відводять воду з річки, водосховища або іншої водойми і підводять її до інших гідротехнічних споруд.
Розрізняють такі типи дериваційних споруд — безнапірні (канал, тунель, лоток) і напірні (трубопровід, напірний тунель). Напірний тип застосовується в тому разі, якщо є істотні (більше кількох метрів) сезонні або тимчасові коливання рівня води в місці її забору. 
Сучасні дериваційні канали і водотоки мають довжину десятки кілометрів і пропускну здатність кілька тисяч м³/с.

## Виноски
1. ↑  У цьому випадку канал має назву дериваційний канал
2. ↑  Вузлу гідроелектростанції (ГЕС), насосній станції, розподільній системі каналів тощо